# K'iche' (taal)
Het K'iche'  of Quiché is een taal uit van de familie der Mayatalen. Het wordt gesproken door de meerderheid van de K'iche' bevolking in het centrale hoogland van Guatemala. Met een totaal van circa 1 miljoen K'iche'-sprekers (zo'n 7% van de Guatemalteekse bevolking), is het in Guatemala de tweede taal na het Spaans. De meest K'iche'-sprekers spreken ook Spaans, met uitzondering van enkele geïsoleerde dorpen. Een van de bekendste K'iche'-sprekers is Rigoberta Menchú, die de Nobelprijs voor de vrede ontving.
Het bekendste literaire werk in klassiek K'iche' is de Popol Vuh (Popol Wu'uj in moderne spelling).

## Spelling
In het verleden zijn er verschillende spellingssystemen gebruikt voor het K'iche'. De klassieke spelling van Francisco Ximénez, die de Popol Vuh optekende, was gebaseerd op de Spaanse spelling. Deze is later vervangen door een nieuwe gestandaardiseerde spelling die is ontwikkelde door de Academie van Mayatalen van Guatemala (ALMG). Etno-historicus en Maya-kenner Dennis Tedlock gebruikt weer zijn eigen spellingssysteem, dat sterk verschilt van de andere bestaande spellingen.
| De eerste regel van de Popol Wuj in verschillende spellingsvarianten: |                                                                                |
| Klassieke spelling van Ximénez                                        | Are v xe oher tzíh varal Quíche ubí.                                           |
| ALMG-spelling                                                         | Are’ uxe’ ojer tzij waral K’iche’ ub’i’.                                       |
| (Spaanse vertaling door Ximénez)                                      | Este es el principio de las Antiguas historias aquí en el Quiché.              |
| (Nederlands)                                                          | "Dit is het begin van de oude geschiedenissen in deze plaats genaamd K'iche'." |

## Syntaxis en morfologie
In tegenstelling tot de meeste andere Mayatalen, wordt in het K'iche' gebruikgemaakt van een "subject-verbum-object" (SVO) schikking. Variaties in de woordschikking zijn niet ongewoon, en sommige sprekers gebruiken tegenwoordig ook de "verbum-subject-object" (VSO) schikking.

## Dialecten
Het K'iche' heeft een grote verscheidenheid aan dialecten. De meeste K'iche'-sprekers gebruiken het Centraal K'iche', dat gewoonlijk ook wordt gebruikt in de massacommunicatiemedia en het onderwijs. Andere dialecten zijn onder meer Central-Westelijk K'iche', San Andrés K'iche', Joyabaj K'iche', Oostelijk K'iche', Nahualá-K'iche' en Cunén-K'iche'. Hoewel het K'iche' niet is erkend als een officiële taal in Guatemala, wordt de taal wel steeds meer onderwezen in scholen en op de radio.
Het Nahualá-dialect vertoont enige verschillen vergeleken met andere K'iche'-dialecten:
Het Nahualá-dialect heeft het oude Proto-Maya onderscheid behouden tussen vijf lange klinkers (aa, ee, ii, oo, uu) en vijf korte klinkers (a, e, i, o, u).
Het Nahualá-dialect bezit ook de fonemen /h/ en /N/, die beide alleen aan het eind van woorden worden gebruikt en nagenoeg uitsluitend na korte medeklinkers. Taalkundigen hebben het /h/ foneem herleid tot het proto-Maya */h/. De oorsprong van het /N/ foneem is minder duidelijk.